# Comuna Bilkivți, Korostîșiv
Bilkivți (în ucraineană Більковецька сільська рада) este o comună în raionul Korostîșiv, regiunea Jîtomîr, Ucraina, formată din satele Bilkivți (reședința) și Kozak.

## Demografie
Componența lingvistică a comunei Bilkivți
     Ucraineană (99,07%)
     Alte limbi (0,84%)
Conform recensământului din 2001, majoritatea populației comunei Bilkivți era vorbitoare de ucraineană (99,07%), existând în minoritate și vorbitori de alte limbi.